# Антон Штястний
Анто́н Штя́стний (словац. Anton Šťastný; нар. 5 серпня 1959, Братислава, Чехословаччина) — чехословацький та словацький хокеїст, лівий нападник.

## Клубна кар'єра
В чемпіонаті Чехословаччини грав за братиславський «Слован» (1977–1980). Всього в лізі провів 128 матчів (81 гол). Чемпіон Чехословаччини 1979.
Дев'ять сезонів провів у Національній хокейній лізі. За «Квебек Нордікс» грав зі своїми старшими братами Петером та Маріаном. Всього у регулярному чемпіонаті НХЛ провів 650 ігор (252 голи), а на стадії плей-офф — 66 матчів та 20 закинутих шайб.
У Швейцарії виступав за «Фрібур-Готтерон» (1989–1990) та «Ольтен» (1990–1992). Заключний сезон провів у словацькій Екстралізі, у складі «Слована» (1993–1994).

## Виступи у збірній
У складі національної збірної був учасником Олімпійських ігор 1980 у Лейк-Плесіді. Срібний призер чемпіонату світу та Європи 1979.
На чемпіонатах світу та Олімпійських іграх провів 14 матчів (9 закинутих шайб), а всього у складі збірної Чехословаччини — 48 матчів (25 голів).

## Нагороди та досягнення
| Нагороди                 | Команда               | Кіл. | Роки |
| ------------------------ | --------------------- | ---- | ---- |
| Чемпіонат світу          |                       |      |      |
| Срібло                   | Чехословаччина        | 1    | 1979 |
| Чемпіонат Європи         |                       |      |      |
| Срібло                   | Чехословаччина        | 1    | 1979 |
| Чемпіонат Чехословаччини |                       |      |      |
| Золото                   | «Слован» (Братислава) | 1    | 1979 |
| Бронза                   | «Слован» (Братислава) | 1    | 1980 |

## Статистика
Скорочення: І = Ігри, Г = Голи, П = Паси, О = Очки, Штр = Штрафний час у хвилинах